# IC 4802
IC 4802 – grupa gwiazd znajdująca się w odległości około 23 100 lat świetlnych od Ziemi w kierunku konstelacji Strzelca. Została odkryta 30 czerwca 1884 roku przez Guillaume Bigourdana.
W rzeczywistości IC 4802 jest częścią gromady kulistej NGC 6717.